# Oberhelfenschwil
Oberhelfenschwil é uma comuna da Suíça, no Cantão São Galo, com cerca de 1.346 habitantes. Estende-se por uma área de 12,68 km², de densidade populacional de 106 hab/km². Confina com as seguintes comunas: Brunnadern, Bütschwil, Ganterschwil, Lichtensteig, Mogelsberg, Wattwil.
A língua oficial nesta comuna é o Alemão.

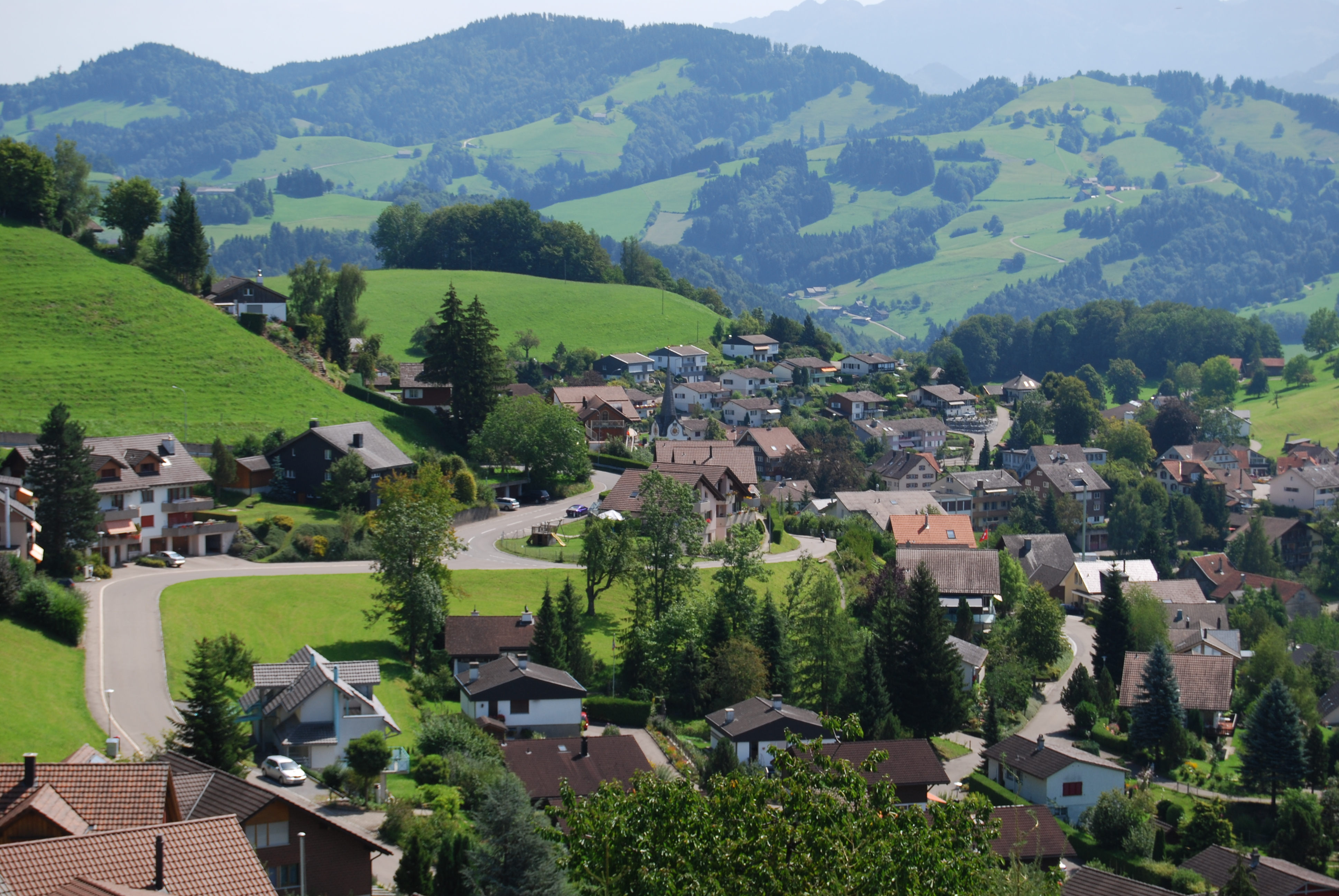
Oberhelfenschwil.